# Jijiga
Jijiga (deutsch auch Dschidschiga, amharisch ጅጅጋ, Somali Jigjiga) ist die Hauptstadt der Woreda Jijiga, der Jijiga-Zone und der gesamten Region Somali im Osten Äthiopiens. Sie liegt etwa 80 Kilometer östlich von Harar an der Hauptstrecke nach Hargeysa, 60 Kilometer entfernt von der Grenze zu Nordsomalia bzw. Somaliland.
Laut Volkszählung von 2005 hatte Jijiga 98.076 Einwohner. 1997 waren von 65.795 Einwohnern 61,58 % Somali, 23,25 % Amharen, 7,32 % Oromo und 4,37 % Gurage.

## Geschichte
Bis ins 19. Jahrhundert führte ein Handelsweg vom islamischen Stadtstaat Harar über die weite Ebene von Jijiga zur Hafenstadt Zeila am Golf von Aden. Über diesen wurden Kaffee, Häute, Felle und Salz aus Harar ausgeführt. Die Bedeutung beider Städte schwand mit dem Bau der französischen Eisenbahnstrecke, die 1902 von Dschibuti bis Dire Dawa fertiggestellt war und nicht über das Bergland von Harar führte. Wenige Jahre danach wurde der Außenhandel fast nur noch über Dschibuti abgewickelt.
1887 eroberte Menelik von Schewa, zwei Jahre bevor er zum Kaiser gekrönt wurde, Harar und wenig später ganz Ogaden und gliederte sie als Provinz Hararghe in das äthiopische Reich ein. Sein Cousin (und Vater des späteren Kaisers Haile Selassie) Ras Makonnen (1852–1906) wurde zum ersten Gouverneur der Provinz und machte Jijiga zum Ausgangspunkt für Expeditionen zur Unterwerfung der Somali. Damit war hier eine Front gegen die Kolonialmächte Großbritannien und Italien entstanden, welche am Ende des 19. Jahrhunderts das von Somali bewohnte Horn von Afrika unter sich aufteilten.
Von Seiten der Somali kam der heftigste Widerstand gegen die koloniale Besetzung von Mohammed Abdullah Hassan (1856–1920), einem religiösen und bald auch politischen Führer aus dem Darod-Clan. Nach einer Provokation durch die Briten begann der leicht erregbare Hassan Kämpfer um sich zu versammeln, griff mit diesen aber zunächst 1900 die äthiopische Garnison in Jijiga an. Es war die Vergeltung für den Diebstahl einer somalischen Kamelherde durch eine äthiopische Expeditionstruppe. Auf beiden Seiten kam es zu großen Verlusten, wobei die Äthiopier den Sieg und Hassan die Befreiung der Kamele für sich verbuchen konnten. 1916 wurde begonnen, die Stadt planmäßig in einem Raster anzulegen.
1936 wurde es von Italienern besetzt, die während des Zweiten Weltkriegs 1940 von hier aus in Britisch-Somaliland einmarschierten. Im Frühjahr 1941 konnte eine von britischen Truppen geführte Offensive die italienischen Soldaten vertreiben. Großbritannien verwaltete Jijiga bis 1948 als Teil der Reserved Areas. Bei der Rückgabe an Äthiopien kam es zu gewalttätigen Demonstrationen von Somali, ebenso 1954 bei der Rückgabe des Haud. Jijiga wurde in zwei Teile geteilt, einen für die Somali mit Moscheen und muslimischen Heiligengräbern und einen für die äthiopische Armee mit Baracken, Bars, eigenen Kirchen und Schulen.
Seit Anfang der 1970er Jahre verübte die Westsomalische Befreiungsfront (WSLF) regelmäßig Anschläge auf Regierungsposten in der Region. Ziel war die Eingliederung in ein Groß-Somalia, das sämtliche von Somali bewohnten Gebiete umfassen sollte. Der Ogadenkrieg (1977–1978) begann mit der Invasion der Somalischen Nationalarmee (SNA) in den Ogaden zur Unterstützung der WSLF, wobei sie bei ihrem Vormarsch zunächst noch eine Schwäche des äthiopischen Derg-Regimes ausnutzen konnten. Nach heftigen Gefechten konnte die WSLF Mitte September 1977 Jijiga einnehmen und dies als ihren größten Einzelsieg feiern, musste sich aber im November 1977 vor der Einnahme Harars zurückziehen. Der äthiopische Gegenangriff zur Rückeroberung Jijigas gelang im Februar 1978.
1987 wurde Jijiga Teil der autonomen Region Dire Dawa. Mit Einführung der neuen Verwaltungsgliederung Äthiopiens wurde sie Anfang der 1990er Jahre Hauptstadt der neu gebildeten Somali-Region.

## Politische Lage
Die 1984 gegründete Ogaden National Liberation Front (ONLF) gilt als Nachfolgeorganisation der WSLF, sie greift gelegentlich Regierungsziele an und wird für Bombenanschläge verantwortlich gemacht. Als Teil ihres Kampfes für eine Sezession der Somali-Region versteht die ONLF auch Angriffe auf Ölbohrfirmen. Im April 2007 töteten 200 Angreifer 74 Angestellte des Abole-Ölfelds nahe Degehabur, 120 Kilometer südlich von Jijiga. Somalische Clanchefs in Jijiga, die sich in Gegnerschaft zu den die ONLF unterstützenden Clans befinden, werfen der ONLF auch vor, Granatenanschläge auf Zivilisten zu verüben und Straßen zu verminen.
Durch die starke Präsenz der äthiopischen Armee in der Region kommt es immer wieder zu Menschenrechtsverletzungen an der Zivilbevölkerung, berichten Betroffene und unabhängige Beobachter, und zu Behinderung von humanitärer Hilfe.

## Gesellschaft

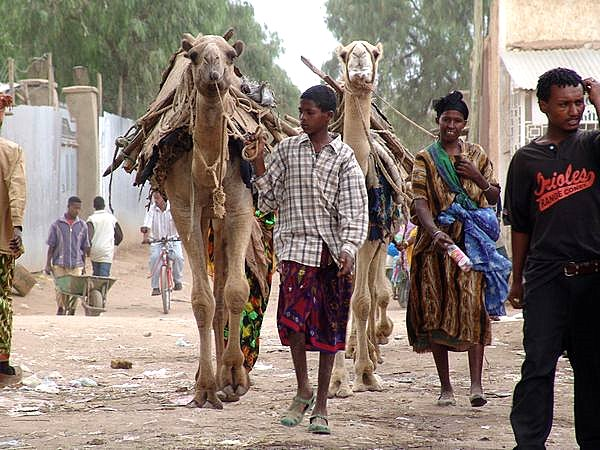
Straßenszene in Jijiga

Der überwiegende Teil der Bevölkerung sind Somali, traditionell Hirtennomaden und in Clans strukturiert. Jijiga liegt im Siedlungsgebiet des Darod-Clans. Für Somali stellt die Clanzugehörigkeit das wesentliche Element des gesellschaftlichen Zusammenhalts dar, eine Ansiedlung in der Stadt wäre für einen Somali ohne eine solche Verbindung problematisch. In der Stadt leben außerdem Mitglieder anderer Somali-Clans. Die Somali betreiben um Jijiga saisonale Landwirtschaft, vorwiegend Getreideanbau. Die durchschnittliche Haushaltsgröße beträgt in der Stadt 5,3 Personen im Vergleich zu 6 Personen auf dem Land.
Somali bekennen sich mit großer Mehrheit zum Islam. Aus dem Hochland sind nur wenige äthiopisch-orthodoxe Christen zugezogen; diese verfügen über ein Kirchengebäude. Als Besonderheit dieser Stadt dürfen zahlreiche Schweine am Ortsrand gelten, die weder von Muslimen noch von Orthodoxen gegessen werden. Ihr Vorhandensein lässt sich mit einer US-amerikanischen evangelikalen Missionierung in Zusammenhang bringen. Seit 2006 wird von religiös motivierter Gewalt berichtet, es gab Steinwürfe von jugendlichen Muslimen und Sprengstoffanschläge auf christliche Wohnhäuser und Geschäfte.
Die Hauptsprache ist Somali, daneben werden auch Oromiya, Guragigna und Amharisch gesprochen.

## Stadtbild
Jijiga liegt in einer flachen trockenen Hochebene und ist nach Überquerung des nur rund 100 Meter höheren Passes über die Karamara-Berge bereits von fern durch seinen Baumbestand als grüner Fleck erkennbar. Nördlich der Hauptstraße liegt ein weitläufiges Wohngebiet zwischen grünen Bäumen, im Süden liegt der große tägliche Markt. Am südlichen Stadtrand dehnen sich bienenkorbförmige Hütten von Somali-Nomaden und Flüchtlingen ins offene Feld aus.
Seit einigen Jahren bemüht sich die äthiopische Regierung verstärkt um die wirtschaftliche Entwicklung der Stadt, die zuvor nur als bescheidener (und staubiger) Außenposten der Zivilisation in dieser Region gegolten hat. 2005 wurde 12 Kilometer außerhalb der Stadt mit dem Bau des neuen Flughafens für geschätzte 7 Millionen US-Dollar begonnen. Juli 2007 wurde die neue, 3000 Meter lange, asphaltierte Rollbahn eingeweiht.
Ende 2007 zogen die ersten Studenten auf den Campus der neu gebauten Universität ein.

## Wirtschaft
Aus der einstmaligen Wasserstelle für Nomaden ist heute der größte Viehmarkt der Region geworden. Zum Verkauf kommen Schafe, Kamele und Esel. Wie zur Kolonialzeit werden noch heute viele Tiere über den Hafen Berbera verschifft. Die Stadt war immer ein wichtiges Handelszentrum: Aus der Harerge-Region wird die Rauschdroge Kath nach Norden gebracht, und aus Nordsomalia/Somaliland gelangen Textilien, Satellitenschüsseln und Fernsehapparate als Schmuggelware herein. Der Ort ist auch Sitz des Firmenimperiums von Suhura Ismail Khan, die als Weltmarktführerin im internationalen Khathandel gilt.
Das gestiegene Interesse an der Somali-Region hängt mit Erdölprobebohrungen zusammen, die an verschiedenen Stellen südlich Jijigas durch eine chinesische Firma vorgenommen werden. Ein wichtiger Wirtschaftsfaktor sind auch die zahlreichen in der Region tätigen Hilfsorganisationen, von denen viele in Jijiga ihr Hauptquartier haben, die im Stadtbild präsente äthiopische Armee sowie die Verwaltung.

## Söhne und Töchter der Stadt
- Almaz Böhm, geborene Teshome (* 1964), Vorstandsvorsitzende von Menschen für Menschen, von Karlheinz Böhm gegründete Äthiopienhilfe